# 184 (število)
184 (stó štíriinósemdeset) je naravno število, za katerega velja 184 = 183 + 1 = 185 - 1.
Sestavljeno število
184 = 41 + 43 + 47 + 53